# Йорданія на літніх Олімпійських іграх 2020
Йорданію на літніх Олімпійських іграх 2020 представляли чотирнадцять спортсменів у восьми видах спорту.

## Спортсмени
| Вид спорту     | Чоловіки | Жінки | Загалом |
| -------------- | -------- | ----- | ------- |
| Легка атлетика | 0        | 1     | 1       |
| Бокс           | 5        | 0     | 5       |
| Кінний спорт   | 1        | 0     | 1       |
| Дзюдо          | 1        | 0     | 1       |
| Карате         | 1        | 0     | 1       |
| Стрільба       | 0        | 1     | 1       |
| Тхеквондо      | 1        | 1     | 2       |
| Плавання       | 1        | 1     | 2       |
| Загалом        | 10       | 4     | 14      |